# محمد عقید
محمد عقید (انگلیسی: Mohamed Akid؛ ۵ ژوئیهٔ ۱۹۴۹ – ۱۱ آوریل ۱۹۷۹) بازیکن سابق فوتبال اهل تونس بود.
وی در تیم ملی فوتبال تونس ۵۲ بازی انجام داده است و عضو این تیم در جام جهانی فوتبال ۱۹۷۸ بوده است.